# Eccentrico (meccanica)

Animazione che mostra il funzionamento di una puleggia eccentrica per la trasformazione del moto circolare in moto rettilineo alternato.

Nella meccanica, gli eccentrici sono elementi di forma circolare, con un asse spostato dall'asse rotatorio del corpo stesso e generalmente vengono utilizzati o per trasformare il moto rotatorio continuo in un moto alternato o per generare una forza vibrante, più raramente vengono impiegati per spostare l'asse di rotazione di diversi organi.

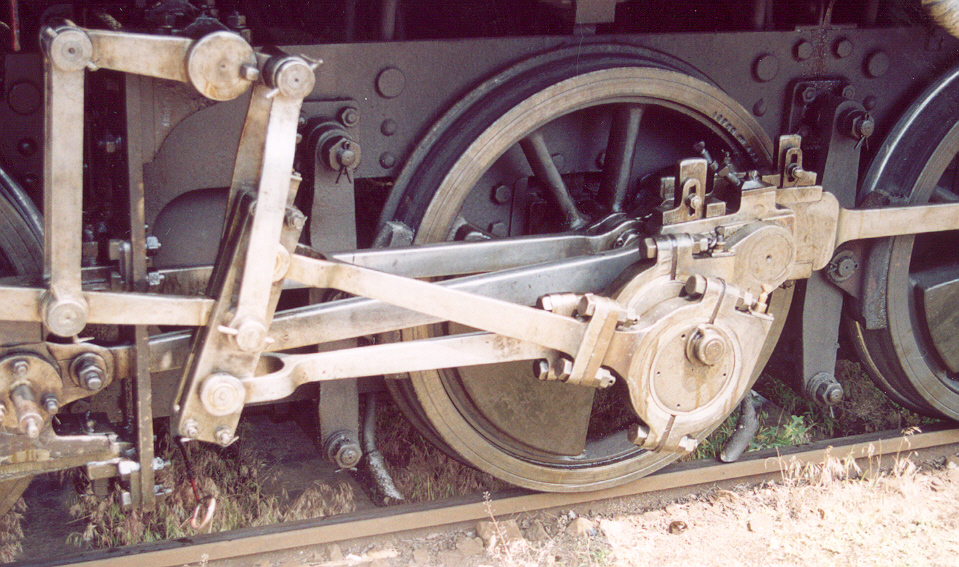
Le locomotive a vapore utilizzano gli eccentrici per trasformare il moto rettilineo dei pistoni in moto circolare degli assi

Un esempio di eccentrico è quello presente nell'albero a camme, dove tali piastre hanno il compito di trasformare il moto circolare tipico dell'albero motore, nel moto rettilineo alternato che comanda l'apertura e la chiusura delle valvole dei cilindri.